# Liste der Monuments historiques in Les Souhesmes-Rampont
Die Liste der Monuments historiques in Les Souhesmes-Rampont führt die Monuments historiques in der französischen Gemeinde Les Souhesmes-Rampont auf.

## Liste der Objekte
| Bezeichnung                             | Beschreibung                                                                                    | Standort                                               | Kennzeichnung | Schutzstatus | Datum | Bild |
| --------------------------------------- | ----------------------------------------------------------------------------------------------- | ------------------------------------------------------ | ------------- | ------------ | ----- | ---- |
| Vier Behänge für eine Prozessionssänfte | Seide, bestickt, 19. Jahrhundert; im Centre départemental d’art sacré in Saint-Mihiel deponiert | Souhesmes-la-Grande, in der Kirche St-Airy (Lage)      | PM55002382    | Inscrit      | 1993  |      |
| Skulptur Madonna mit Kind               | Stein, 14. Jahrhundert                                                                          | Rampont, außen an der Kirche St-Pierre-ès-Liens (Lage) | PM55000596    | Classé       | 1982  |      |
| Kelch                                   | Silber, vergoldet, um 1820 von Jean Salmon                                                      | Rampont, in der Kirche St-Pierre-ès-Liens (Lage)       | PM55002218    | Inscrit      | 1992  |      |
| Glocke                                  | Bronze, 1527 gegossen                                                                           | Rampont, in der Kirche St-Pierre-ès-Liens (Lage)       | PM55000595    | Classé       | 1929  |      |